# 리푸춘

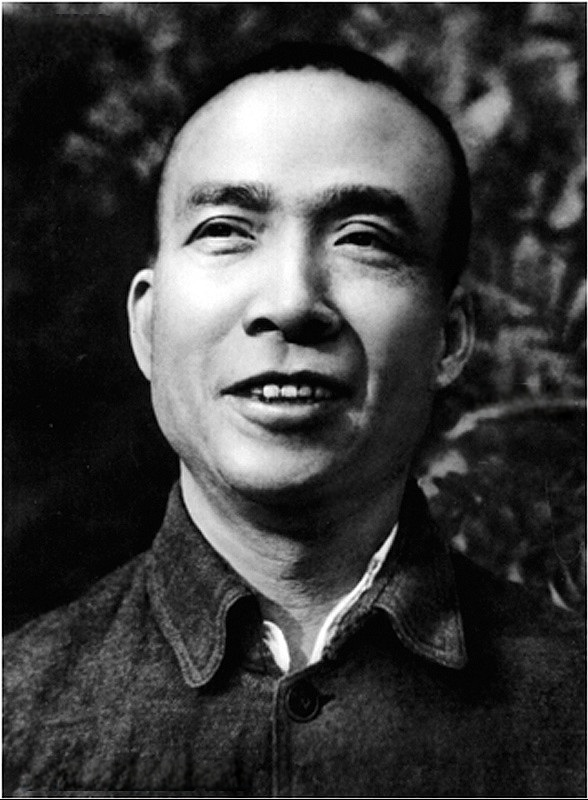

리푸춘(중국어: 李富春, 한어 병음: Lǐ Fùchūn, 웨이드-자일스: Li Fu-ch'un, 1900년 5월 22일 - 1975년 1월 9일)은 중화인민공화국의 정치인이다.

## 생애
리푸춘은 후난성 창사 시에서 태어났다. 고향에서 중등 학교를 졸업하고, ‘근공검학(勤工儉學)’이라고 불리는 유학 프로그램을 통해 프랑스로 건너 간 이후, 정치 운동을 시작했다. 마르크스주의에 경도되어 1921년 중국사회주의청년단에 가입했으며, 1922년에 중국 공산당에 입당했다. 다음 해 차이허썬의 동생 차이창(蔡暢)과 결혼했다. 1925년에 소비에트 연방로 유학을 떠났지만, 국민혁명군 제2군 정치부장과 장시성 당 위원회 비서 대리로써 북벌에 참가하기 위해 중국으로 되돌아 왔다. 그는 이 시기에 농민운동연구소에서 일하던 마오쩌둥을 만났다.
리푸춘은 인민해방군 총정치부 부부장과 정치위원 기간 동안에 장정을 포함하여, 공산당의 주요 운동에 참가했다. 또한 인민해방군 총정치부 부부장과 정치위원 기간 동안에 장정을 포함하여, 공산당의 주요 운동에 참가했다. 이후 리푸춘은 산시, 간쑤, 닝샤 지역의 당 위원회 서기로 복무했다. 중일 전쟁 기간 동안에, 그는 중국공산당 중앙비서장, 중앙조직부 부장, 재정경제부 부장, 중앙판공청 주임 등을 포함하여 여러 직책을 맡았다. 1945년에 중국공산당 중앙위원으로 선출되었다.
1945년부터 1949년까지의 해방전쟁(또는 제2차 국공 내전) 기간 동안에, 리푸춘은 중국 북부 지역에서 중국공산당 만주 분국 당 비서와 동북인민정부 부주석, 동북군구 부정치위원회 등에서 중요한 역할을 담당했다.
중화인민공화국의 건설과 함께, 리푸춘과 차이창은 베이징으로 이사했다. 차이창이 중화전국부녀연합회의 회장을 맡았던 시기(1978년까지 역임)에, 리푸춘은 정무원 재정경제위원회 부주임 겸 중화인민정부 중공업부 부장에 임명되었다. 당시 재정경제위원회 주임은 천윈이었다. 1954년에 국무원 부총리 겸 중화인민공화국 국가발전화개혁위원회 주임으로 승진하여, 중국에서 사회주의 경제 계획을 감독하는 임무를 맡았다. 또한 1956년에 중국공산당 중앙정치국 상무위원에 지명되었고, 1958년에 중국공산당 중앙서기처 서기로 선출되었다.
문화 대혁명이 시작될 당시, 당 중앙 권력의 대규모 교체기 동안 1966년 8월 제8차 중국공산당 중앙위원회 11중전회에서 리푸춘은 중앙정치국 상무위원으로 선출되었다. 그러나 그는 문화 대혁명의 진행 과정에 대해 과민 반응을 드러내기 시작했다.
이후, 1967년 2월 리푸춘은 천이와 리셴녠 그리고 네룽전 등의 다른 최고위직 지도자들과 함께 회의 기간 동안에, 문화 대혁명을 공개적으로 공격했다. 이 결과로써, 이들은 "2월역류"(二月逆流)라고 불렸으며 "수정주의자"로 몰려 철저히 비판받았다. "2월 역류"의 주역 중에 한 명이었지만, 리푸춘은 1969년에 중국공산당 제9기 중앙위윈으로 선출되었다. 1971년 린뱌오의 몰락 이후, 마오쩌둥은 "2월역류"는 끝났다고 선언했으며, 그래서 리푸춘은 완전히 복권되었다. 1973년 제10기 중앙위원으로 선출되었고, 또한 1974년에 제4차 전국대표대회에 선출되었지만, 1975년 1월 9일 사망함으로써 임기는 단 4일밖에 채우지 못했다. 그는 아직도 중국의 사회주의 경제를 기초한 사람으로 평가받고 있다.
| 전임 가오강 | 중화인민공화국 국가발전화개혁위원회 주임 1954년 9월 - 1975년 1월 | 후임 위추리 |